# George Manners (11e baron de Ros)

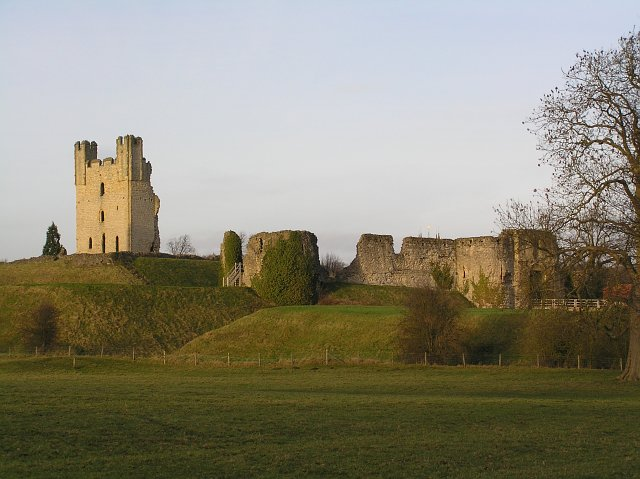
Château de Helmsley, siège de la famille Manners

George Manners, 11e baron de Ros de Helmsley (vers 1470-27 octobre 1513) est un pair anglais.

## Famille
George Manners, né vers 1470, est le fils de Robert Manners (d.1495) d'Etal, Northumberland, et Eleanor de Ros ou Roos (d. 1487), fille aînée de Thomas de Ros (9e baron de Ros) (9 septembre 1427 - 17 mai 1464) et Philippa Tiptoft (c1423 - après le 30 janvier 1487), fille de John Tiptoft, 1er baron Tiptoft et Powis. Il a un frère et deux sœurs  :
- Edward Manners
- Elizabeth Manners, qui épouse William Fairfax (d. 11 mai 1514) de Steeton, Yorkshire, juge des plaids communs, fils et héritier de Guy Fairfax of Steeton, juge en chef de Lancaster.
- Cecily Manners, qui épouse Thomas Fairfax.

## Carrière
Manners est inscrit à Lincoln's Inn le 12 mai 1490. En 1508, il est le cohéritier de son oncle, Edmund de Ros, 10e baron de Ros. En 1492, Edmund de Ros est considéré comme n'étant plus en mesure d'administrer ses propres affaires et placé sous la garde de son beau-frère, Thomas Lovell, époux de la tante de Manners, Isabel Lovell. Edmund de Ros meurt le 23 octobre 1508 et est enterré dans l'église paroissiale d'Elsing à Enfield, Middlesex. Vers 1509, Manners hérite de sa tante, Isabel Lovell.
Manners est avec Thomas Howard, lors de la campagne écossaise de 1497, et est fait chevalier par lui au plus tard le 30 septembre de la même année. Il est présent en 1500 lorsque le roi Henri VII rencontre l'archiduc Philippe près de Calais. En novembre 1501, il fait partie de ceux qui reçoivent Catherine d'Aragon au Champ Saint-Georges. Il est proposé à l'Ordre de la Jarretière le 27 avril 1510, mais n'est pas élu.
En 1513, il fait campagne en France. Il est commandant au siège de Thérouanne, et est présent au siège de Tournai. Il tombe malade au moment où Tournai se rend le 23 septembre 1513.
Manners meurt le 27 octobre 1513, soit en France, soit à Holywell à Shoreditch. Il est peut-être enterré pour la première fois à Holywell, puis son corps est transporté plus tard dans la chapelle St George du château de Windsor. Son effigie se trouve dans la chapelle Rutland. Sa veuve, Anne, meurt le 21 avril 1526 et est enterrée à la chapelle St George du château de Windsor.
Manners possédait une copie manuscrite médiévale d'une chanson de geste, Les Voeux du Paon (Les vœux du paon), de Jacques de Longuyon, qui est maintenant Spencer Collection MS 009 à la New York Public Library. Manners a écrit son nom sur une page de garde du manuscrit, folio i verso.

## Mariage et descendance

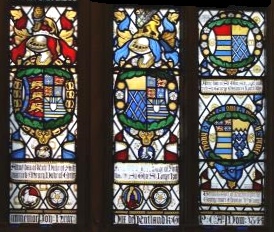
Vitrail héraldique dans la chapelle Rutland, la chapelle St George, le château de Windsor, érigé en 1849 par Charles Manners (6e duc de Rutland)

Manners épouse, vers 1490, Anne St Leger (c. 1475/6 - 21 avril 1526), fille et héritière de Thomas St Leger et d'Anne d'York (1439-1476), le deuxième enfant et fille aînée survivante de Richard d'York, 3e duc d'York, et Cécile Neville (1415-1495), fille de Ralph Neville (1er comte de Westmorland). Anne d'York est la sœur aînée du roi Édouard IV; Elizabeth d'York, duchesse de Suffolk ; Marguerite d'York, duchesse de Bourgogne ; Georges Plantagenêt (1er duc de Clarence) et le roi Richard III.
George Manners et Anne St Leger ont cinq fils et six filles  :
- Thomas Manners (1er comte de Rutland), qui épouse Eleanor Paston, crédité d'avoir dit à Anne de Clèves, 'Madame, il doit y avoir plus que cela, ou il faudra longtemps avant que nous ayons un duc d'York que tout ce royaume souhaite beaucoup '. Leur fils, Henry Manners (2e comte de Rutland), épouse Margaret Neville, fille de Ralph Neville (4e comte de Westmorland) et de Katherine Stafford.
- Olivier Manners.
- Anthony Manners.
- Richard Manners.
- John Manners.
- Anne Manners, qui épouse Henry Capell.
- Eleanor Manners, qui épouse John Bourchier (2e comte de Bath).
- Elizabeth Manners, qui épouse Thomas Sandys, 2e baron Sandys.
- Katherine Manners, également connue sous le nom de Catherine Manners (vers 1510–c 1547), qui épouse Robert Constable [8]
- Cecily Manners.
- Margaret Manners, qui épouse Henry Strangeways, et se remarie à Robert Heneage.

Son monument, composé d'un grand tombeau avec des effigies sculptées de lui-même et de sa femme, existe encore dans le Rutland Chantry (anciennement le St Leger Chantry, fondé par son beau-père Sir Thomas St Leger) formant le transept nord de St George's Chapelle, Château de Windsor . La base du monument et les vitraux présentent une grande partie de l'héraldique des familles Manners et St Leger.